# Partido Democrático Amhara
 El Partido Democrático de Amhara (ADP), anteriormente conocido como Movimiento Democrático Nacional Amhara (ANDM), fue un partido político de Etiopía, perteneció al extinto Frente Democrático Revolucionario del Pueblo Etíope.  
Su último presidente fue Demeke Mekonnen.

## Historia
El Movimiento Democrático Popular de Etiopía (EPDM), precursor del ANDM, fue fundado por exmilitantes del Partido Popular Revolucionario de Etiopía (EPRP) y apoyado por el Frente de Liberación Popular de Tigray (TPLF). Tuvo su sede en Waghimra, en la provincia de Wollo, y emprendió una lucha armada contra los Derg en esa área a partir de 1982. El EPDM convocó su primera conferencia organizativa en Jerba Yohannes, Waghimra, en noviembre de 1983. En 1989, el EPDM y su aliado, el TPLF se unieron para formar el Frente Democrático Revolucionario del Pueblo Etíope (EPDRF). En mayo de 2010, en las elecciones regionales, el Movimiento Democrático Nacional Amhara ganó los 294 escaños en la región de Amhara. 
En la conferencia anual, el 30 de septiembre de 2018, se cambió el nombre del movimiento a Partido Democrático Amhara.